# 安佐南区

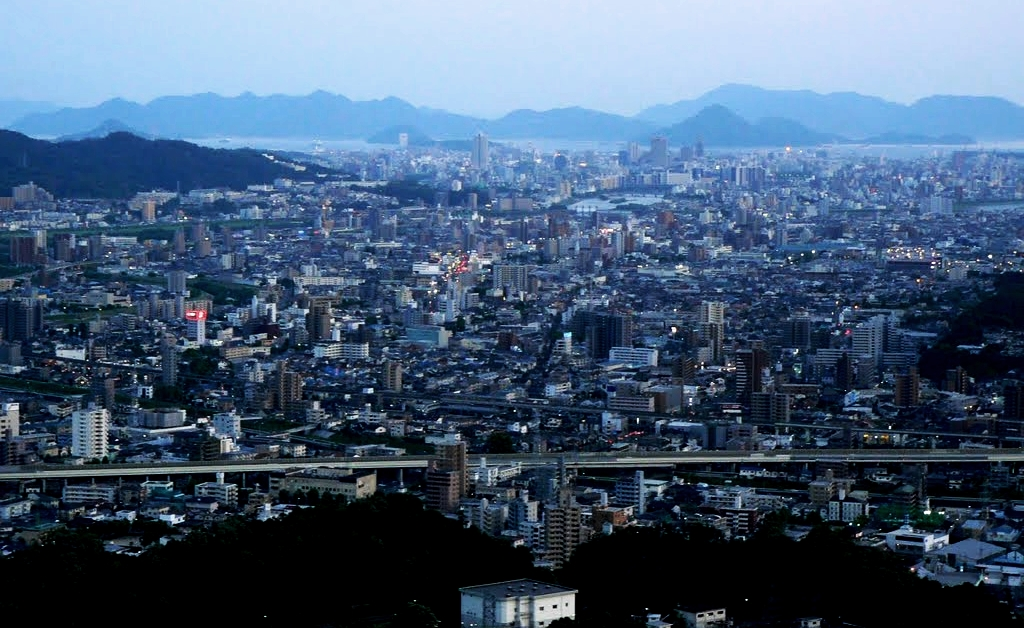
安佐南区（緑井・権現山より緑井・古市方面）

安佐南区（あさみなみく）は、広島市を構成する8つの行政区のひとつ。

## 概要
1980年（昭和55年）4月1日、広島市の政令指定都市移行に伴い設置された。広島市域のほぼ中央、広島の中心市街地から見て北に位置し、区域はいずれも1971年から1973年にかけて広島市に編入された祇園町・佐東町・安古市町・沼田町の旧安佐郡南部4町の領域にあたる。区役所は旧安古市町の古市地区にあり、祇園、佐東、沼田の各地区には区役所の出張所が置かれている。
人口は広島市の8つの区の中で最多の約24万人（2017年6月現在）。区東部の境界を流れる太田川やその支流に沿った平地を除き、区域のほとんどが丘陵地や山間部で、古くは農業主体の地域であったが、昭和40年代後半から昭和50年代にかけて山間の地域も含む大規模な宅地開発が進み、広島市郊外のベッドタウンとして急速に都市化・交通網の整備が進んだ。現在は広島高速交通広島新交通1号線（アストラムライン）等により広島市中心部と結ばれ、マンション・住宅・商業施設の増加もあって人口が増え続けている。計画都市である「西風新都」の一部が区域内に含まれる。
また大学、高校などが多く置かれた文教地区としての側面も持ち、区章はペンを模している。

## 地理
- 河川
  - 太田川
  - 古川
  - 安川
  - 山本川
- 山

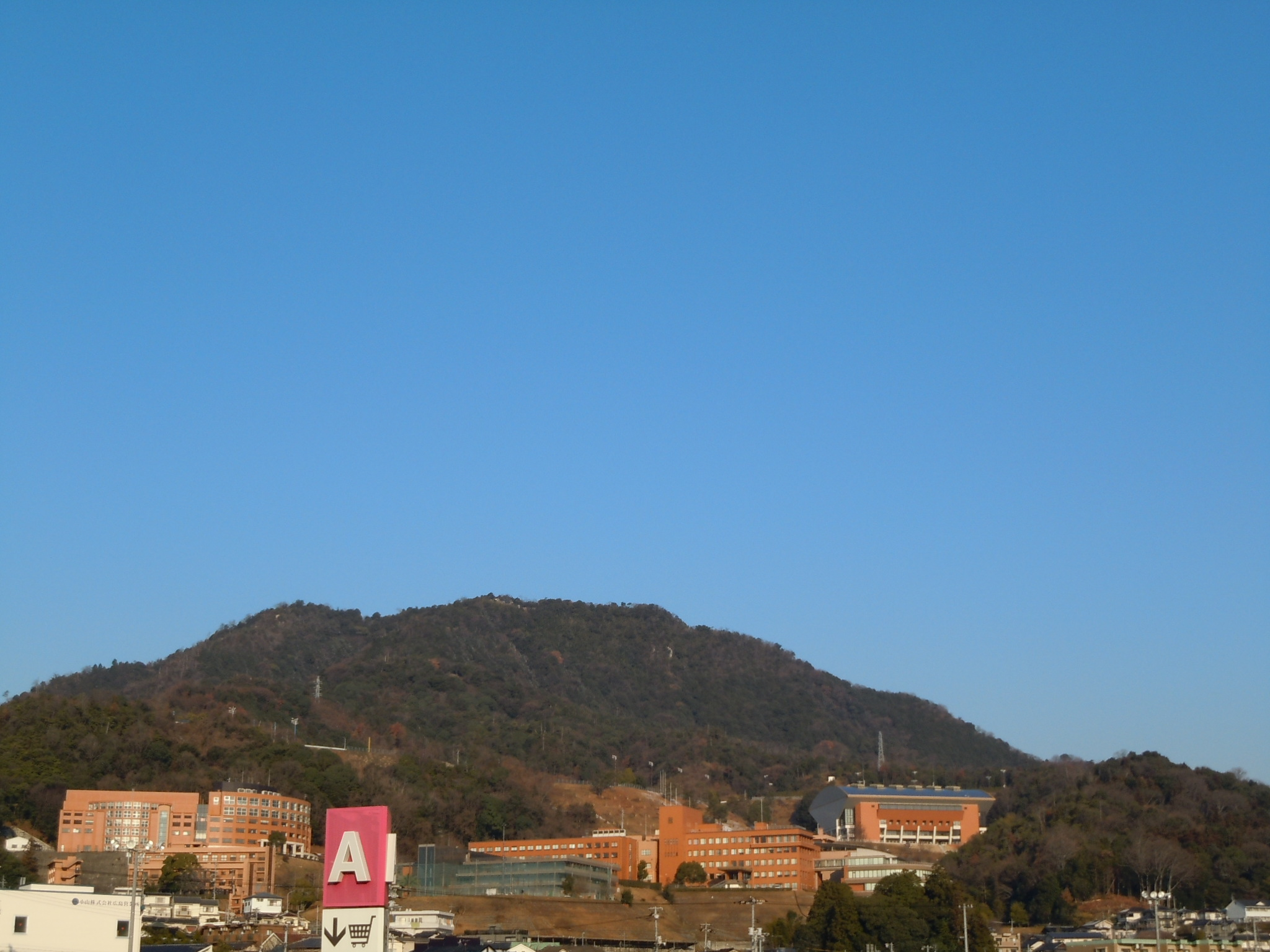
祇園方面から見た武田山（佐東銀山城址/安佐南区）

  - 武田山(410.9m) - 安芸武田氏の居城であった銀山城址がある
  - 火山(488.3m)
  - 権現山(397m)
  - 宗箇山(356m) - 戦国時代の茶人である上田宗箇が松を植え、縮景園などの借景としたのが名称の由来
  - 阿武山(586m)
  - 窓ガ山(711.4m)
  - 城山(55.0m) - 毛利氏一門香川氏の居城であった八木城址がある
  - 丸山(457.6m)

### 町名
- 緑井（みどりい） - JR緑井駅の駅前再開発事業によって、急速な都市改造が行われた。ラクア緑井、映画館（TOHOシネマズ緑井）・スポーツジムを兼ね備えたフジグラン緑井、コジマビックカメラ緑井店などが出店している。
- 八木（やぎ） - ラ・ムー、エディオン、ヤマダデンキ、ユニクロ、ニトリなど郊外型大型店舗やファミリーレストランチェーンが多数進出しており、一大商業エリアを形成している。2014年8月20日、ゲリラ豪雨による土砂災害のもっとも大きな被害を受けた地域の1つ。
- 川内（かわうち） - 山陽自動車道広島ICがある。
- 古市（ふるいち） - 安佐南区役所がある。
- 中須（なかす）
- 中筋（なかすじ） - 中筋バスターミナル（高速バス停留所）併設のアストラムライン中筋駅や、安佐南区民文化センターがある。
- 東野（ひがしの）
- 大町東（おおまちひがし）
- 大町西（おおまちにし）
- 毘沙門台（びしゃもんだい）
- 相田（あいた） - フォーブル本社がある。昭和50年代あたりに安地域で土地･団地の造成が始まった時、最も早々に団地が造成されたのは相田地区のあさおか台団地である。この団地一つで住所に相田五丁目として割り充てられている。フォーブルのバスが、武田山団地経由あさおか台行きが団地内中心部を一周するようなかたちで、路線バスが運行されている。
- 安東（やすひがし）
- 高取南（たかとりみなみ）
- 高取北（たかとりきた）
- 長楽寺（ちょうらくじ）
- 上安 - 人口爆発による生徒数増加の対応策として分離開校して設立された広島市立上安小学校、広島市立安西小学校、広島市立安北小学校、広島市立安東小学校の4校の中心である広島市立安小学校が存在する。上安バスターミナルアストラムライン上安駅のほか、広電バス、フォーブルのバス事業者が乗入れる発着駅としてや、各種タクシーの乗場の機能を備える上安地区の主要な駅である。
- 祇園地区 - ドン・キホーテ・ゆめテラス祇園・安佐南郵便局などが存在する安佐南区の中心地区のひとつ。三菱重工業やコベルコなどの工場が立ち並ぶ工業地域でもあったが、近年は移転が相次ぎ、三菱重工業の工場跡地には2009年4月29日にイオンモールが運営するイオンモール広島祇園が開店するなど、商業地域色が濃くなっている。宅地開発やマンション建設も盛んであり、広島市全域で最も人口が増加している地域のひとつとなっている。中世まで古代山陽道と瀬戸内海に面し、安芸国の流通・経済の中心地として栄えており、安神社や長束神社をはじめとする律令後期から鎌倉時代に設立された神社仏閣や銀山城址など、安芸武田氏ゆかりの歴史的建造物や史跡が多数現存している。また、武田山、火山、丸山、宗箇山の東山麓に位置することから、自然も多く残っており、商業・歴史・自然を生かしたまちづくり活動が盛んな地域でもある。
  - 祇園（ぎおん）
  - 長束（ながつか）
  - 長束西（ながつかにし）
  - 東原（ひがしはら）
  - 西原（にしはら）
  - 山本（やまもと）
  - 山本新町（やまもとしんまち）東亜祇園ニュータウン春日野
- 西風新都 （安佐南区と佐伯区の一部を含む広島市の都市拠点） 
  - 伴南（ともみなみ）
  - 伴北（ともきた）
  - 伴東（ともひがし）
  - 大塚東（おおづかひがし）
  - 大塚西（おおづかにし）
- 沼田町伴（ぬまたちょうとも）
- 沼田町大塚（ぬまたちょうおおづか）
- 沼田町阿戸（ぬまたちょうあと）
- 沼田町吉山（ぬまたちょうよしやま）

### 市外局番・郵便番号
市外局番
- 区内全域：082

郵便番号
- 安佐南郵便局管内：731-01xx
- 伴郵便局管内：731-31xx、731-32xx

## 人口の変遷
- 1980年 157,728
- 1985年 169,430
- 1990年 174,912
- 1995年 185,414
- 2000年 204,636
- 2005年 219,343
- 2010年 233,733
- 2015年 242,512
- 2020年 244,923

## 公共施設

### 文化施設
- 図書館
  - 広島市立図書館
    - 広島市立安佐南区図書館
    - 広島市立まんが図書館あさ閲覧室
- 区民センター
  - 安佐南区民文化センター
- スポーツ施設
  - 広島広域公園
    - 広島広域公園陸上競技場（広島ビッグアーチ（命名権による名称：ホットスタッフフィールド広島））

2023年まではJリーグ・サンフレッチェ広島のホームグラウンド。また、1994年広島アジア競技大会の主会場でもあり、選手村は付近の西風新都に設置された。2002年のFIFAワールドカップ会場に立候補したものの、財政難から観客席・試合場への屋根設置工事を断ったので選定されなかった。
  - 広島市安佐南区スポーツセンター
- 博物館
  - 広島市交通科学館
- 主要な公園
  - 広島広域公園
  - 古川せせらぎ公園
  - 安川緑道公園
  - 八木梅林公園

※公民館は、「教育」の項を参照

### 官公庁
- 広島市安佐南区役所
  - 祇園出張所
  - 佐東出張所
  - 沼田出張所
  - 戸山連絡所

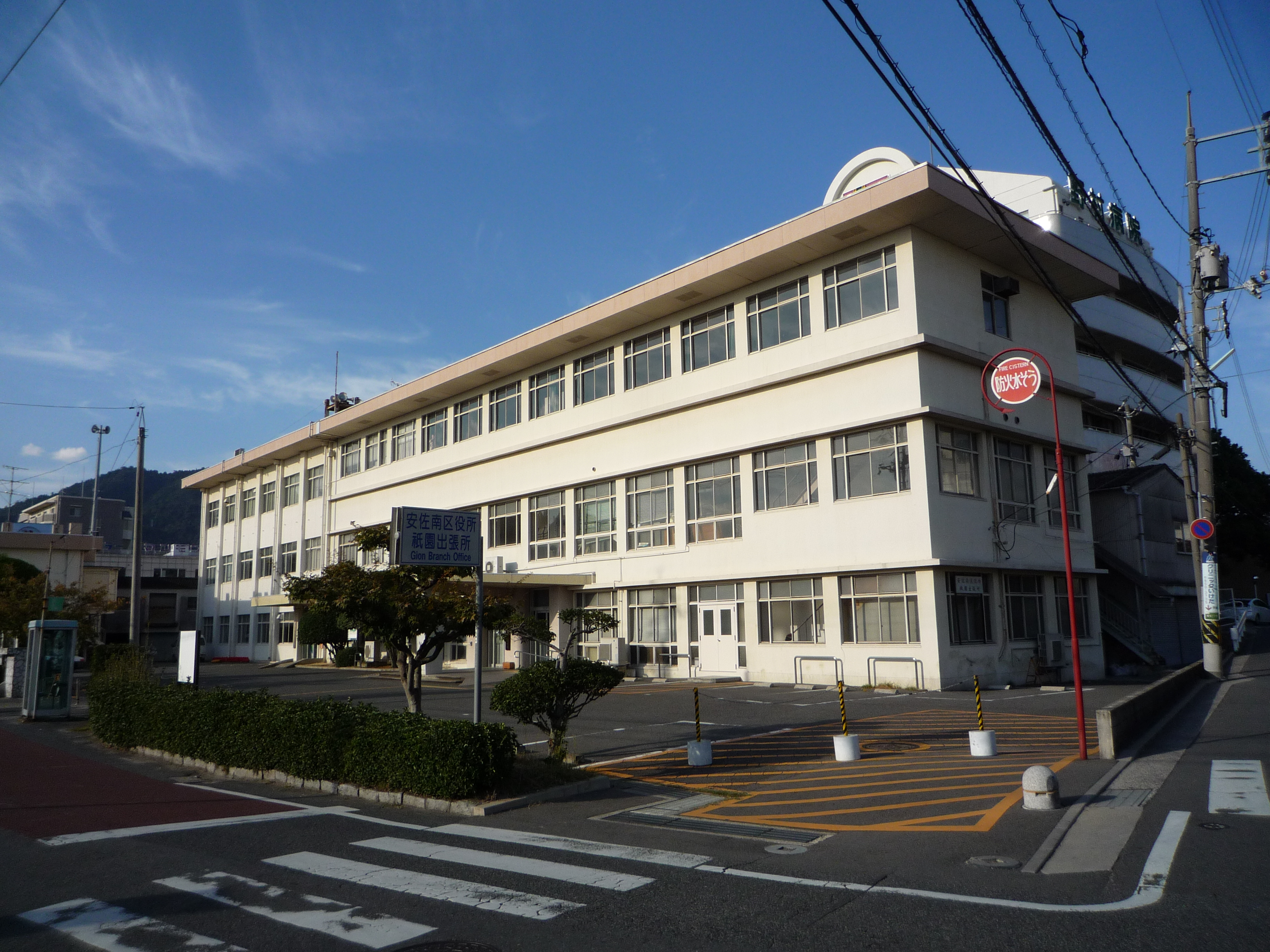
祇園出張所
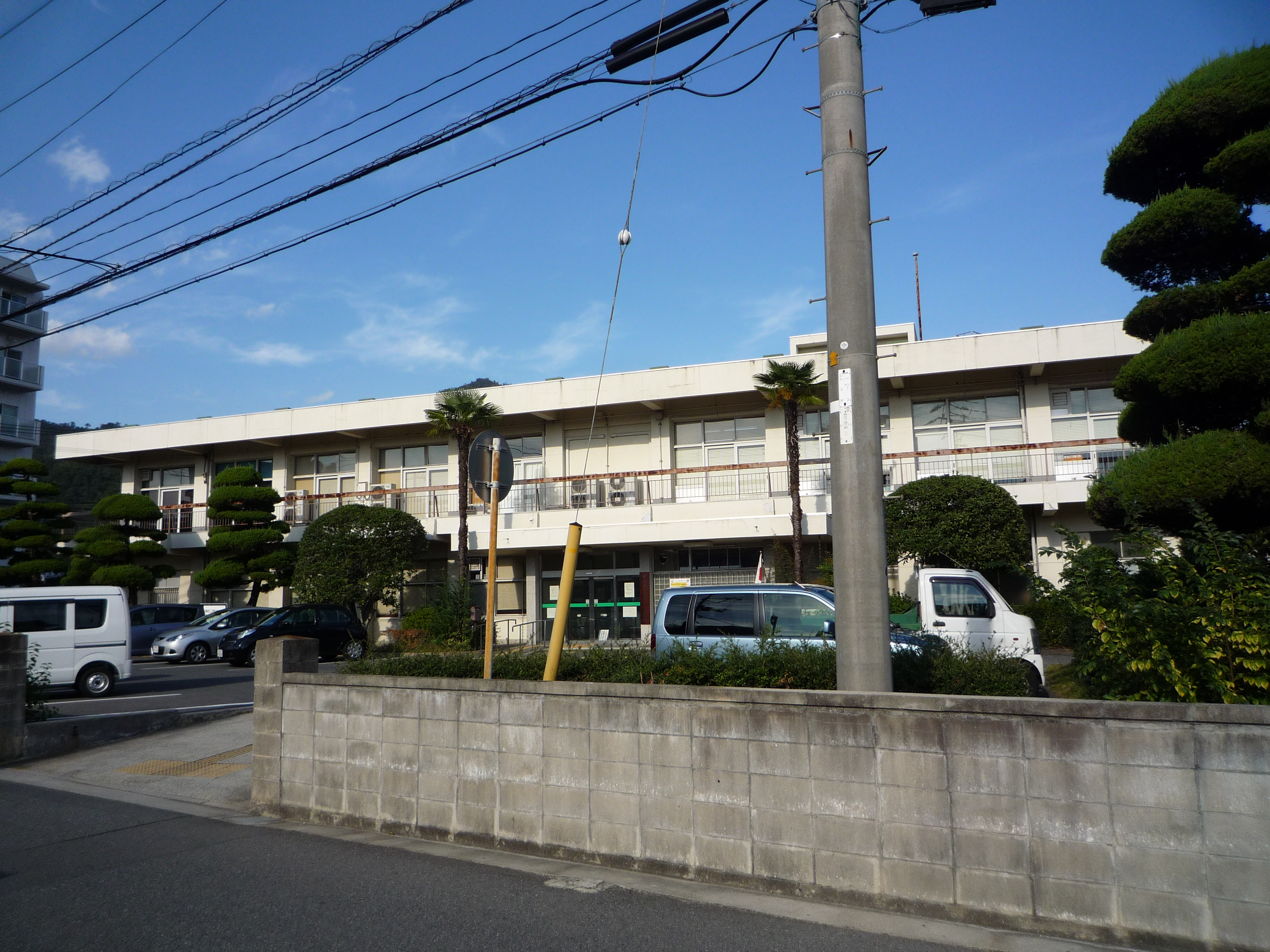
佐東出張所
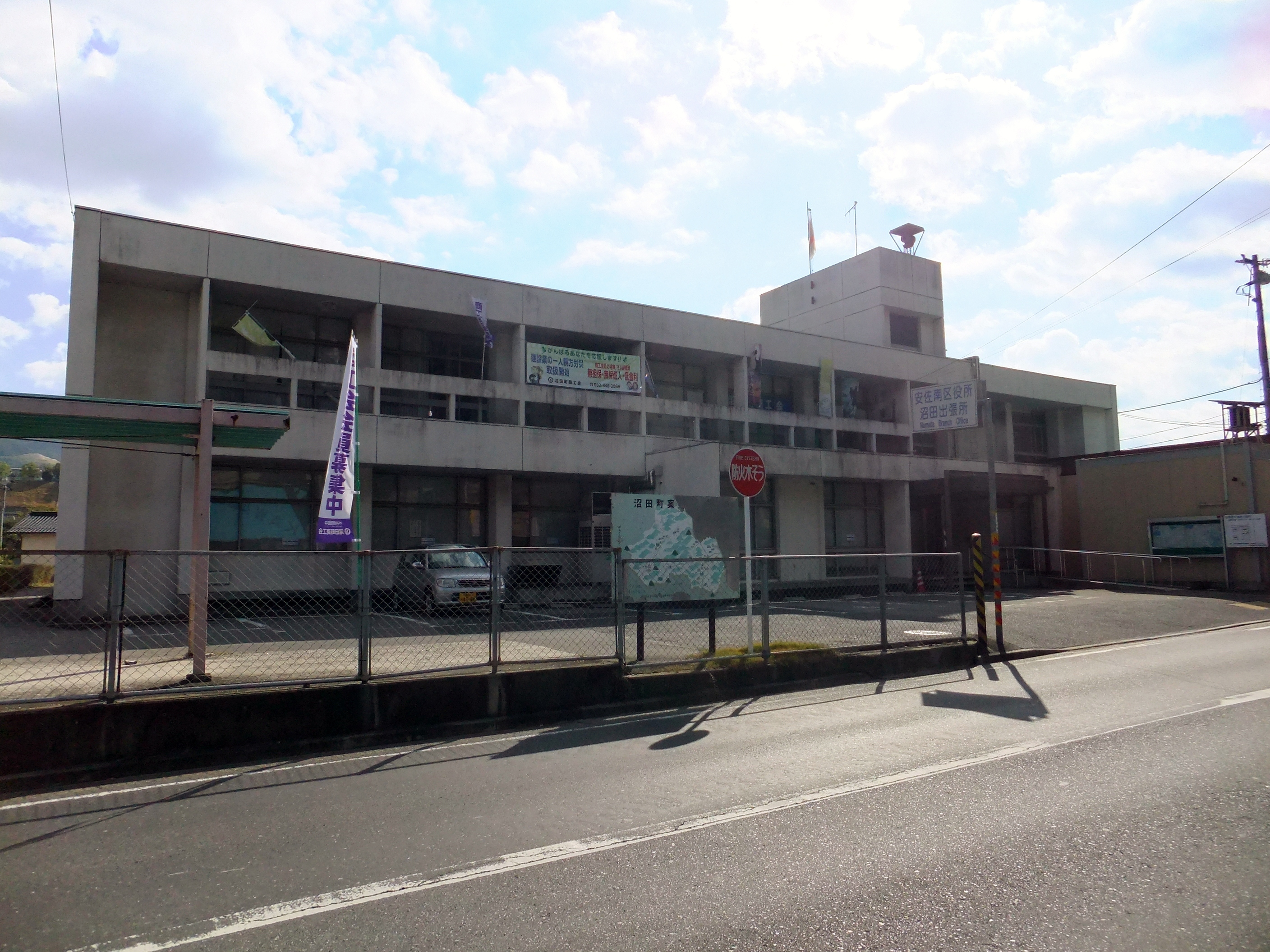
沼田出張所
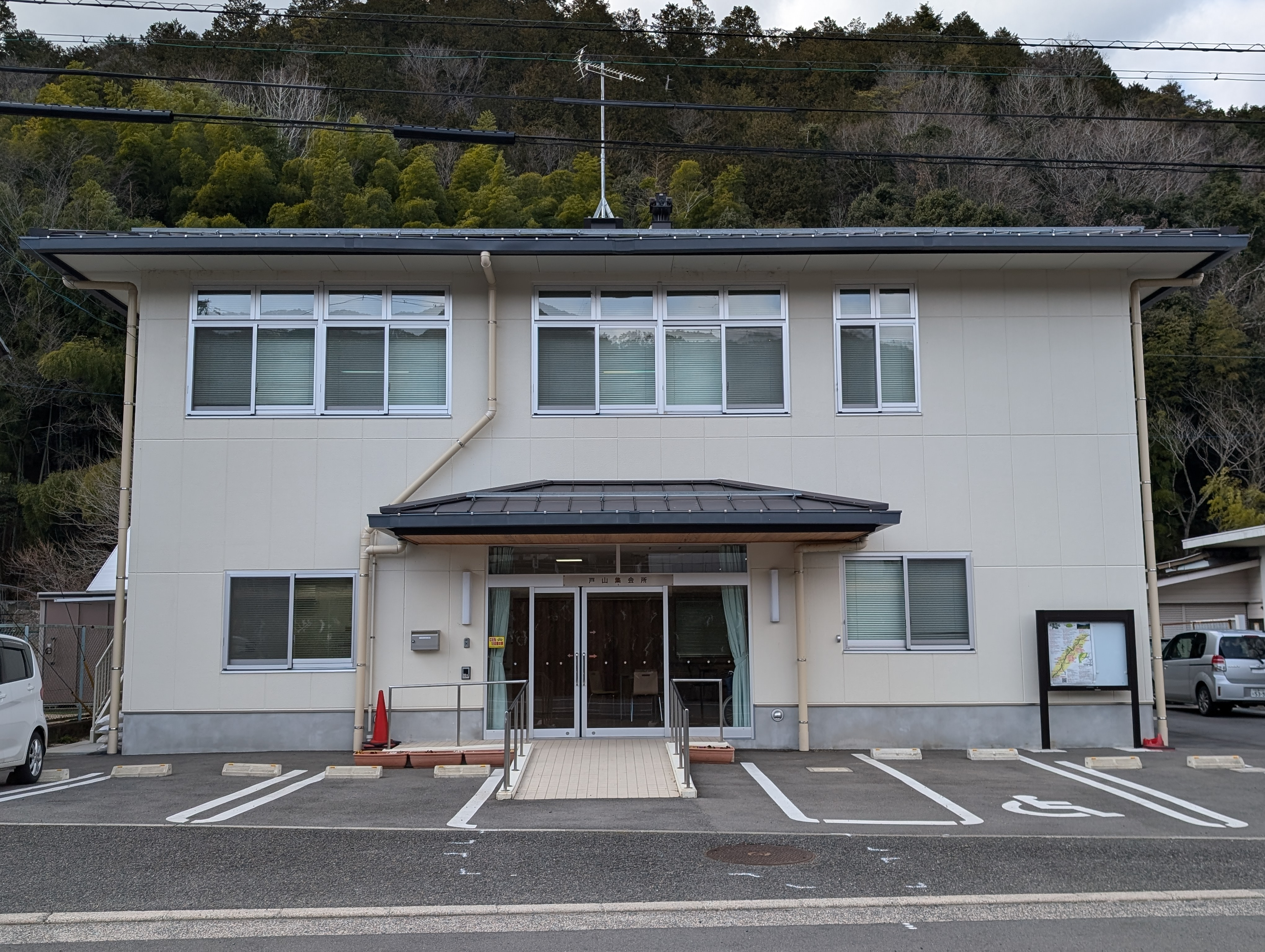
戸山連絡所

警察
- 安佐南警察署

消防
- 広島市消防局
  - 安佐南消防署

### 水道施設
- 広島市水道局
  - 緑井浄水場
  - 八木取水場
- 国土交通省中国地方整備局
  - 高瀬堰
  - 祇園水門
  - 八木用水 - 広島藩の算学者だった檜山義況に桑原卯之助が測量技術を教わり、1768年に完成させた人工水路。

## 産業
工業は、以前三菱重工業の広島（祇園）工場が存在したが2003年に閉鎖された。旧油谷重工はコベルコ建機株式会社広島事業所となって創業している。
農業は、川内（旧佐東町）では「広島菜漬」が生産されている。江戸時代に京菜を導入したと言われている。

### 安佐南区に本社を置く企業
- アスカネット
- カーバンクニムラ
- 川中醤油
- 祇園交通
- キャリアカレッジジャパン
- スーツネット
- 大広
- 東洋電装
- トレド
- 広島高速交通
- フォーブル

### デパート・大規模商業施設
以下に記載する商業施設は大規模で広域集客力のある物に限定し、店舗の大まかな説明も記載している。百貨店はサテライト店舗でない物、ショッピングセンターは原則10,000m2以上（参照）としている。ただし、施設が集積しているなどしている場合は、例外的に掲載している場合もある。
- フジグラン緑井・緑井スカイステージ - 商業棟『フジグラン緑井』と居住棟『緑井スカイステージ』で構成される複合商業施設。商業棟には映画館『TOHOシネマズ緑井』がある。
- ラクア緑井 - 天満屋は2022年6月末に閉店。
- イオンモール広島祇園 - イオンモールが運営する大規模ショッピングセンター。元々は三菱重工業の工場。
- ゆめテラス祇園 - イズミが初めて出店した郊外形ショッピングセンター。

### 商店街
- 毘沙門通り商店街（緑井）
- 古市商店街
- 中筋東野商店街

## 交通

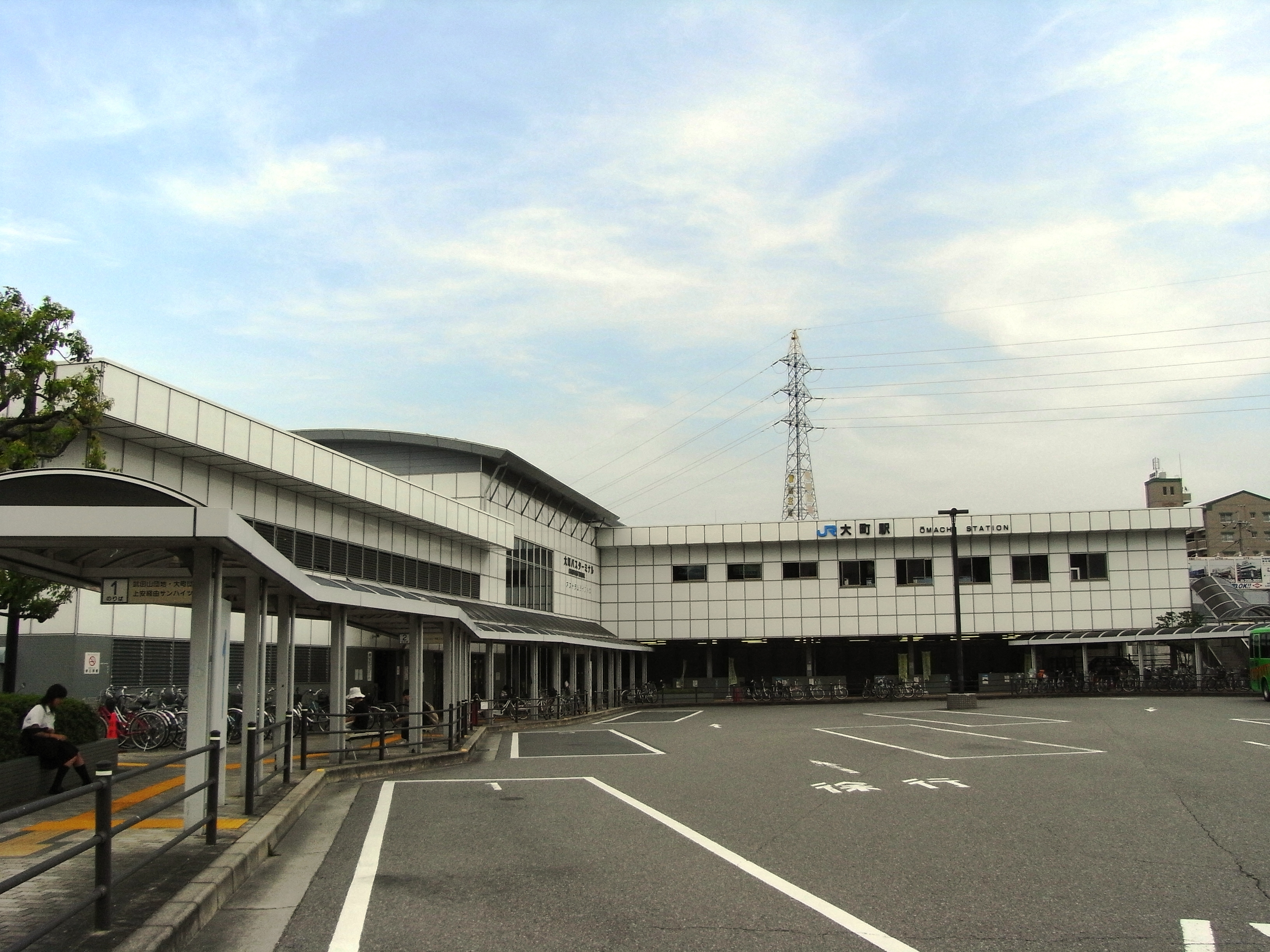
大町駅

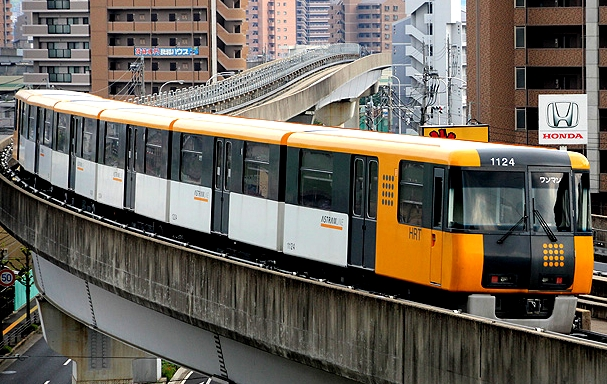
広島高速交通1号線（アストラムライン）

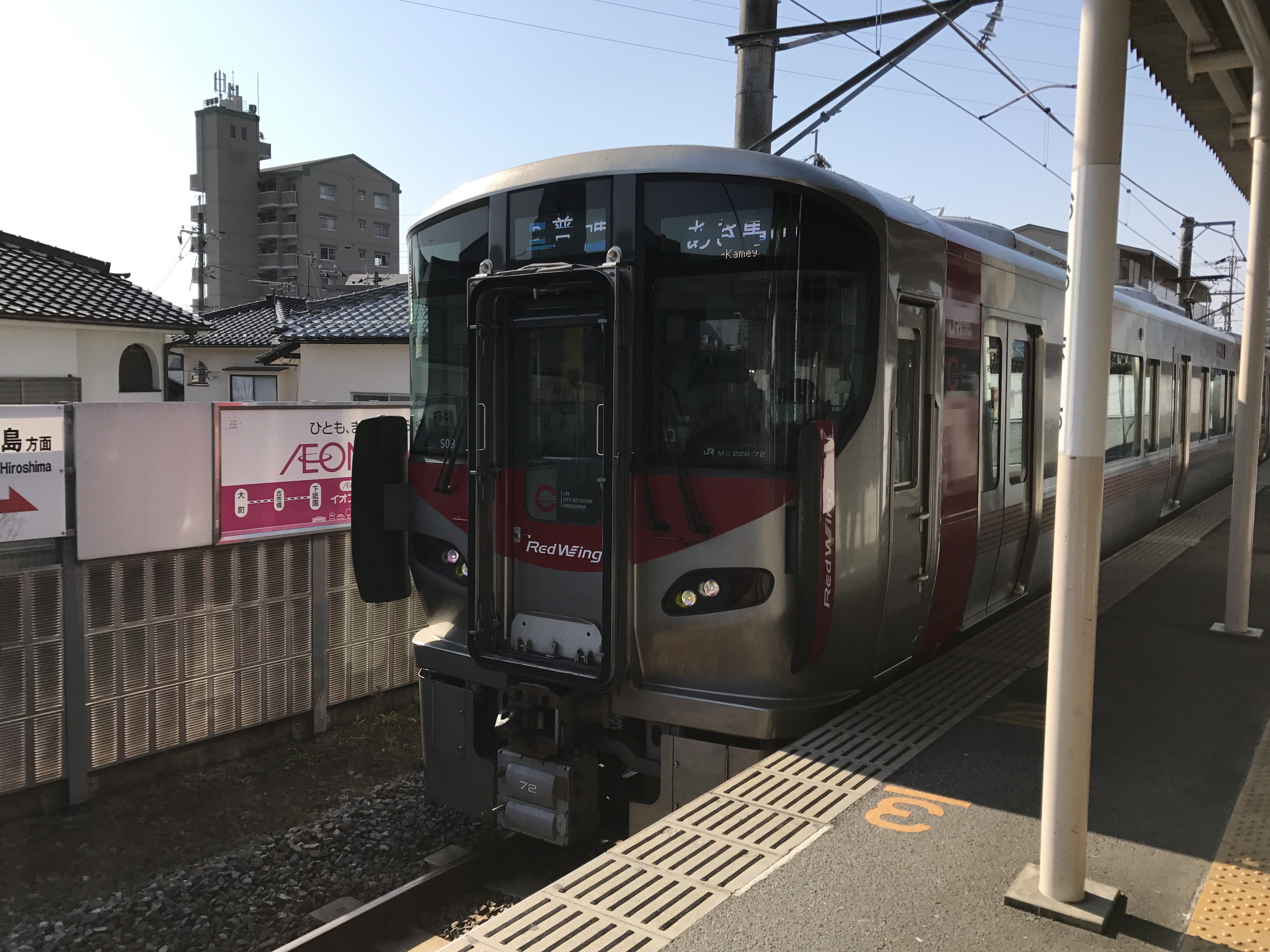
西日本旅客鉄道 (JR) 可部線

### 鉄道
- JR可部線
  - （広島・新白島・横川方面 西区） - 安芸長束駅 - 下祇園駅 - 古市橋駅 - 大町駅 - 緑井駅 - 七軒茶屋駅 - 梅林駅 - 上八木駅 - （安佐北区 可部・あき亀山方面）
- 広島高速交通・アストラムライン
  - （本通・新白島・不動院前方面 東区） - 祇園新橋北駅 - 西原駅 - 中筋駅 - 古市駅 -  大町駅 - 毘沙門台駅 - 安東駅 - 上安駅 - 高取駅 - 長楽寺駅 - 伴駅 - 大原駅 - 伴中央駅 - 大塚駅 - 広域公園前駅

### 道路

#### 高速道路
- 広島高速4号線（広島西風新都線）
  - 大塚駅北交差点方面 - 沼田出入口 - （西風トンネル） - 中広出入口（西区中広町） - 城南通り方面
- 山陽自動車道
  - （岡山JCT方面 - 広島東IC 東区） - 広島IC - 沼田PA/スマートIC - 広島JCT - （佐伯区 五日市IC - 山口JCT方面）
  - 安佐南区大塚西に隣接する佐伯区五日市町石内に五日市ICがある
- 広島自動車道
  - 広島JCT - 広島西風新都IC - （安佐北区 広島北IC - 広島北JCT 中国自動車道）

#### 一般国道
- 国道54号（祇園新道・佐東バイパス）：広島市中区 市役所前交差点 - 東区牛田 - 安佐南区 - 安佐北区・安芸高田市・三次市方面
- 国道183号：広島市中区 - 西区横川町 - 安佐南区 - 安佐北区・安芸高田市・三次市方面
- 国道191号：広島市中区 - 東区牛田 - 安佐南区 - 安佐北区・安芸太田町・益田市方面
- 国道261号：広島市中区 - 西区横川町 - 安佐南区 - 安佐北区・北広島町・江津市方面

#### 主要地方道
- 広島県道38号広島豊平線：安佐南区（中須 - 上安 - 伴東） - 安佐北区（久地 - 飯室 - 小河内） - 北広島町阿坂
- 広島県道71号広島湯来線：西区田方（国道2号 西広島バイパス 田方ランプ - 草津沼田道路 沼田出入口） - 佐伯区五日市町石内（山陽自動車道 五日市IC） - 安佐南区（大塚西 - 伴中央 - 沼田町） - 佐伯区湯来町麦谷
- 広島県道77号久地伏谷線：安佐北区久地 - 安佐南区（沼田町） - 佐伯区湯来町伏谷

#### 一般県道
- 広島県道152号府中祇園線
- 広島県道177号下佐東線
- 広島県道265号伴広島線
- 広島県道268号勝木安古市線
- 広島県道269号今井田緑井線
- 広島県道270号八木緑井線
- 広島県道271号八木広島線
- 広島県道459号矢口安古市線

### バス

#### 高速バス
- エアポートリムジン（広島電鉄・広島バス・広島交通・中国JRバス・芸陽バス）：中筋駅 - 広島空港
- 三次・庄原線（広島電鉄・備北交通）：沼田料金所前・大塚駅・Aシティ中央 / 中筋駅・沼田PA - 千代田IC・三次駅前・庄原駅方面
- 75 三段峡線（高速道経由）（広電バス）：広島バスセンター・横川駅方面 - 祇園大橋北 - 古市小学校前 - 古市駅 - （高速道経由 沼田PA） - 戸河内ICバスセンター・三段峡方面

上記のバスのほか、アストラムライン中筋駅（中筋バスターミナル）には名古屋・大阪・神戸・岡山・福山・尾道市・府中市・世羅町方面の高速バスが停車する。大塚駅には鳥取・米子・松江・出雲・浜田方面の高速バスが発着し、広域公園前駅には東京・京都・大阪・神戸方面の高速バスが発着している。岩国・徳山・防府・山口・北九州・福岡方面の高速バスは大塚駅と広域公園前駅の両方に停車する。

#### 一般路線バス
広電バス は以下の路線を運行している。
- 60：広島バスセンター - 中広町 - 沼田料金所前 - 大塚駅 - 広域公園前駅 - 藤の木・五月が丘団地
- 61（60）：広島バスセンター - 横川（ / 中広町） - 沼田料金所前 - 大塚駅 - 広域公園前駅 - 五月が丘団地・免許センター・ジアウトレット広島・そらの北（・藤の木）方面
- 63（62）：広島バスセンター - 横川駅（ / 中広町） - 沼田料金所前 - 大塚駅 - Aシティ中央 - 花の季台・こころ
- 64：広島バスセンター・横川駅方面 - 市立大学前 - 大原駅 - くすの木台
- 65：広島バスセンター・横川駅方面 - 市立大学前 - 上安 - あさひが丘下
- 70 あさひが丘線：広島バスセンター・横川駅方面 - 祇園大橋北 - 古市小学校前 - 上安駅 - 安佐動物公園・あさひが丘下方面
- 72 上根・吉田線：広島バスセンター・横川駅方面 - 祇園大橋北 - 古市小学校前 - 中緑井 - 太田川橋 - 可部駅前・安芸高田市役所前・広電吉田出張所方面
- 73 豊平・琴谷線：広島バスセンター・横川駅方面 - 祇園大橋北 - 古市小学校前 - 中緑井 - 太田川橋 - 可部駅前・安佐営業所・琴谷車庫方面
- 74 三段峡線：広島バスセンター・横川駅方面 - 祇園大橋北 - 古市小学校前 - 緑井五丁目 - 別所団地 - 可部駅前・安佐営業所・加計中央・戸河内ICバスセンター・三段峡方面
- 75：広島バスセンター・横川駅方面 - 祇園大橋北 - 古市小学校前 - 古市駅 - （高速道経由 沼田PA） - 戸河内ICバスセンター・三段峡方面
- ジアウトレット広島線（広電バス）：ジアウトレット広島 - 広域公園前駅 - 広島駅新幹線口
- 1：五日市駅北口 - 広域公園前駅 - 大塚駅 - 沼田料金所前 - 市立大学前

広島交通 は以下の路線を運行している。
- 70 毘沙門台・サンハイツ線：広島駅・広島バスセンター・横川駅方面 - 祇園大橋北 - 古市小学校前 - 安佐中学校前 - びしゃもん台・サンハイツ方面
- 71：広島駅・八丁堀・紙屋町方面・横川駅方面 - 新庄橋 - 祇園が丘 / 春日野 / 山本東亜ハイツ / 広島経済大学 / 矢口駅前
- 72：広島駅・広島バスセンター・横川駅方面 - 祇園大橋北 - 古市小学校前 - 中緑井 - 太田川橋 - 可部駅前 - 南原 / 大林車庫 / 桐陽台方面
- 73：広島駅・広島バスセンター・横川駅方面 - 祇園大橋北 - 古市小学校前 - 中緑井 - 太田川橋 - 可部駅前 - 星が丘 / 安佐営業所 / 勝木台 / 大畑 / 虹山県住
- 74：広島駅・広島バスセンター・横川駅方面 - 祇園大橋北 - 古市小学校前 - 緑井五丁目 - 別所団地 - 可部駅前・南原研修センター方面 / 上原方面
- イオンモール広島祇園線：イオンモール広島祇園 - 山本小学校前 - 春日野
- 緑井・高陽・北部医療センター線：中緑井 - 安佐中学校前 - 安東駅 - 弘億団地 - 中央ゴルフ場前 - 柳瀬・北部医療センター方面
- 高陽・毘沙門台線：びしゃもん台 - 安佐中学校前 - 中緑井 - 八木梅林 - 玖村駅前・高陽車庫方面

フォーブル は以下の路線を運行している。

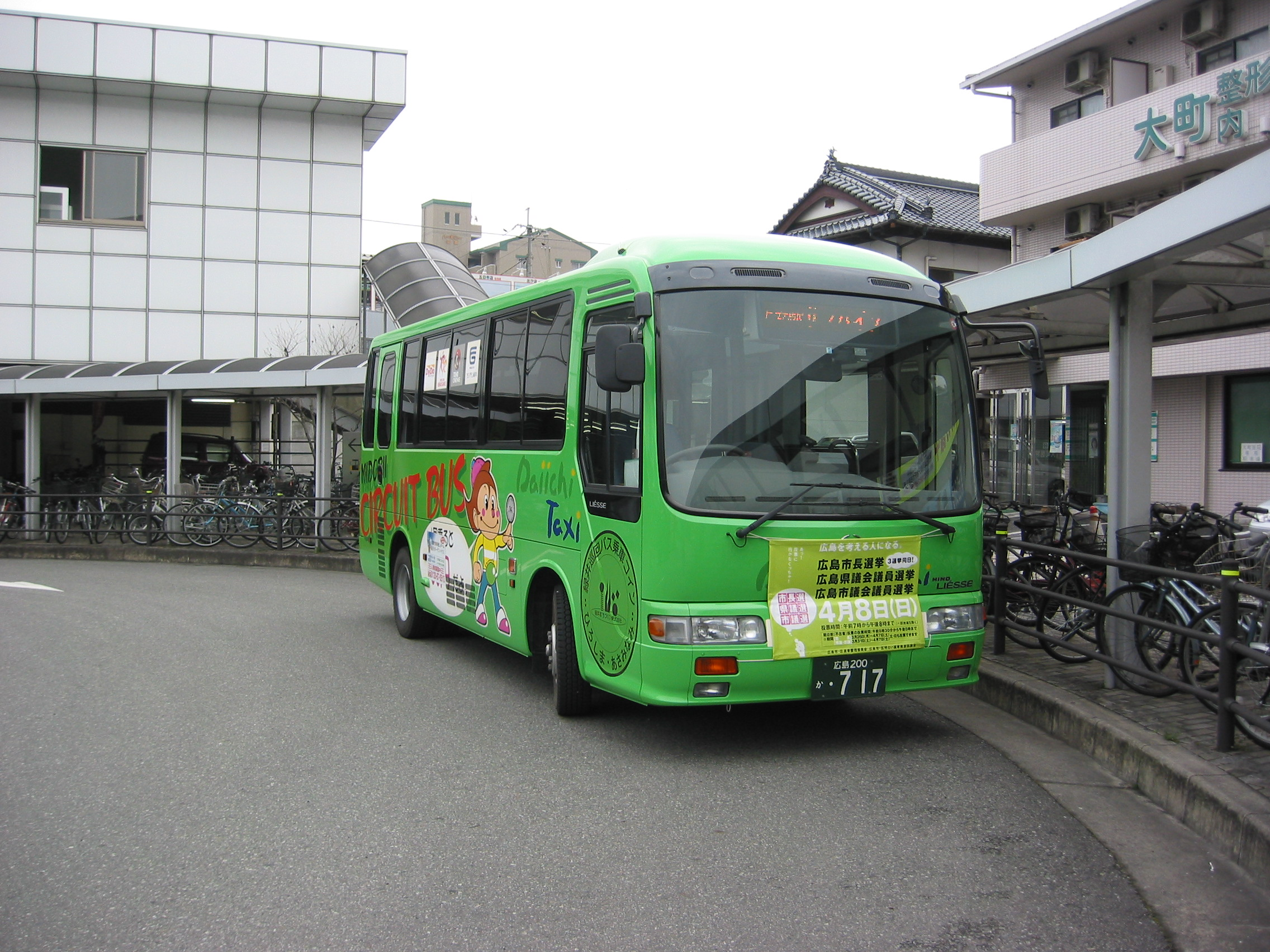
フォーブルの路線バス車両（2007年）

- あさおか台・武田山団地線：上安駅 / 大町駅 - 武田山団地・あさおか台方面
- サンハイツ線：（大町駅 - ）上安駅 - サンハイツ
- 飯室線 （才の原経由） / あさひが丘線：上安駅 - 安佐動物園 - 県営あさひが丘住宅 - 安佐営業所
- 東亜ハイツ線：上安駅 - 東亜ハイツ
- 第一・第二高取団地線：上安駅 - 第一高取団地 - 第二高取団地
- 平和台線：（大町駅 - ）高取 - 平和台上
- 瀬戸内ハイツ線 / ふじが丘団地線：上安駅 - 長楽寺駅 - ふじが丘団地 - 瀬戸内ハイツ
- 三菱団地線：大原駅 - 三菱上 - 長楽寺駅
- 奥畑線：大原駅 - 奥畑方面
- 椎原線：大原駅 - 椎原・下大下方面
- くすの木台・戸山線 / 飯室線 （久地経由）：大原駅 - くすの木台 - 戸山方面 / 安佐営業所方面
- 若葉台線：（伴学校 - ）大原駅 - 若葉台
- 大塚・伴地区「ふれあいバス」（下城ハイツ線）：下条ハイツ上 - 伴中央駅 - 大原駅 - 伴中央駅 - 下条ハイツ上 - A.シティ中央 - 下条ハイツ上
- 緑井循環バス（南循環）：緑井駅 - 川内5丁目 - 緑井駅
- 緑井循環バス（北循環）：緑井駅 - 八木梅林公園 - 七軒茶屋 - 緑井駅
- 筒瀬線：八木小学校前 - 太田川橋 - 筒瀬 - あさひが丘中

## 史跡・歴史的建造物
広島市の文化財(1)　有形文化財：建造物・広島市の文化財(10)　記念物：史跡・広島市の文化財(11)　記念物：名勝・広島市の文化財(12) 記念物：天然記念物・広島市の文化財(13)　登録文化財 より。
- 史跡（県指定）
  - 佐東銀山城址（祇園町・山本町・相田町） - 鎌倉時代以降、天文10年（1541年）に毛利氏に滅ぼされるまで安芸武田氏が居を構えた。現在は武田山の名称で、ハイキングやトレッキング、縦走コースとして親しまれている。安佐南区のシンボル的な山として、周辺各地域の住民による保全・整備活動が活発に行われており、多数のコースがある。
  - 八木城址（城山地区・八木五丁目） - 毛利氏一門香川氏の居城跡。承久3年（1221年）の承久の乱で活躍した香川経景が褒賞として安芸国八木を与えられ、その子香川景光が八木城を築城した。その後、毛利元就によって太田川を守る要塞となった。
- 天然記念物（県指定）
  - 正伝寺のクロガネモチ
  - 長束の蓮華松
- 天然記念物（市指定）
  - 阿刀明神社の社叢
  - 中の森八幡神社のアラカシ
  - 温井八幡の乳下りイチョウ
  - 新宮神社のイチイガシ及びイヌマキ

### 神社
- 安神社（祇園） - 祇園社と称す。創立の年代は定かでない。素戔嗚尊稲田姫を祀る。
- 平山神社（山本） - 平山八幡宮と称す。八幡神を祀る。永禄頃、毛利家が改築し社領を寄附したといわれる。
- 長束神社（長束） - 八幡神、伊弉諾神尊、大年神を祀る。
- 安藝津彦神社（長束） - 安藝津都命、安藝都姫命を祀る。もと青原にあり官幣社と称し厳島兼帯七社のひとつであったが、後にもと新庄にあった安藝津彦神社を合し今の地に移ったといわれる。
- 熊野神社（祇園） - 伊弉諾命、伊弉冉命を祀る。
- 新羅神社（祇園） - 武田氏の祖、義光霊を祀る。武田信宗の創建。
- 熊岡神社（祇園） - 八幡神を祀る。武田氏金山城の守護とし鎌倉鶴岡より勧請する。
- 日吉神社（祇園） - 大山咋神、大己貴神を祀る。
- 冬木神社（西原）
- 瑞穂神社（西原）
- 光廣神社（八木） - 八幡神を祀る。毛利氏時代の神領は、文禄3年に4石9斗8升1合、慶長中に7石6斗2升4合と記録がある。また、香川勝雄が大蛇を退治した太刀が奉納されていた。
- 細野神社（八木） - 応神天皇を祀る。明治4年（1871年）に可部中屋の大歳神社と下細野の伊勢神社を合祀して八幡三神となっている。太田川の舟運の守護神。
- 地主神社（八木） - 大国主命を祀る。秋に神楽舞などのお祭りが行われる。
- 田中山神社（安東）-創建は1299年（正安元年） 武田信宗が銀山に築城した際、鬼門を除くために勧請した。
- 大元神社（高取） - 高取第一公園に鎮座する。

### 仏閣
- 立専寺（山本） - 武将山と號す。昔は禅宗で、浄土真宗本願寺派に改宗。
- 専念寺（山本） - 清徳山と號す。昔は禅宗で、浄土真宗本願寺派に改宗。
- 蓮光寺（長束） - 栢原山と號す。もと仏護寺十二坊のひとつ。昔は天台宗で、浄土真宗本願寺派、時宗となり、慶長4年（1599年）蓮光寺と改める。
- 勝想寺（祇園） - 龍水山と號す。元禄元年（1688年）の創立。浄土真宗本願寺派。
- 明福寺（西原） - 原洞山と號す。昔は真言宗大蔵坊という。応永4年（1397年）の改宗。浄土真宗本願寺派。
- 浄源寺（東原） - 小原山と號す。
- 浄樂寺（八木） - 柏渓山と號す。元和5年（1619年）に須超により開基される。浄土真宗本願寺派。第十四代浄楽寺住職は心理学者の桐原葆見。
- 光明寺（高取） −長瀧山と號す。弘安2年（1279年）に真言宗圓妙院として建立される。寛正元年（1460年）に圓妙院第13代の性空が本願寺宗主の蓮如上人に弟子入りし、蓮空と改名し、浄土真宗に改宗。明応7年（1498年）に光明寺と改める。正安2年（1300年）に武田信隆より寄進された鰐口は広島県内で最古の物とみられている。第24代の遠藤治宣は中国放送 (RCC) の元スポーツディレクターであり、退職後、2000年4月8日〜2007年3月31日に放送されていたRCCラジオの土曜日朝のワイド番組「治宣の千客万来」のパーソナリティも務めていた。
- 浄光院の虚空蔵さん（八木） - 木像の虚空蔵が祀ってあり、テレビアニメまんが日本昔ばなしで「浄光院の虚空蔵さん」として放送された。
- 願成寺真言宗権現山毘沙門堂（緑井） - 正安元年（1299年）、毘沙門天を尊信していた武田氏により、北方の守護として僧覚信坊が須彌山元成寺跡に建立。毘沙門堂に行基菩薩の作とされる毘沙門尊像が安置されている。脇侍として吉祥天、並びに禪尼師童子の御尊像・聖観音像・七福神石像・修業大師像・縁結び岩・福石・びしゃもん子ねこが祀られている。毘沙門天は佛教守護神四天王や七福神の一つで、世人に福徳を与えるとされ、商売人の信仰が厚く、商売繁盛・家内安全・縁結びの神様として、毎年旧暦初寅の日とその前夜の「毘沙門天初寅祭」（広島三大祭りの一つ）には参道に多くの露店が並び、広島県内はもとより中・四国から大勢の参詣者が訪れてにぎわう。里見の岩からは広島市街地を一望できる。

## 教育

### 大学・短期大学
公立
- 広島市立大学

私立
- 広島経済大学
- 広島修道大学
- 安田女子大学・安田女子短期大学
- 広島文化学園大学・広島文化学園短期大学

### 専門学校
- 広島工学院大学校
- 広島医療保健専門学校
- IGL医療専門学校

### 高等学校
区内の公立高校は1975年（昭和50年）以降の創立で、広島市の旧市内（中、南、西各区全域と東区の一部）と違い総合選抜が行われなかった。結果、安古市高等学校が県立高校屈指の難関校となって旧市内の私立高校への上位層流出をある程度食い止めた反面、安古市高等学校のある毘沙門台団地の生徒で安古市高等学校へ入学できない生徒は、必然的に区内および安佐北区の他校への遠距離バス通学が必至となった。このため、毘沙門台団地の住民の一部より「安佐南・北区での総合選抜の実現」の運動がされていたが、アストラムラインの開通による通学事情の改善と旧市内での総合選抜廃止の動きの流れの中で実現せずに立ち消えになった。
公立
- 広島県立安古市高等学校
- 広島県立祇園北高等学校
- 広島県立安西高等学校
- 広島市立沼田高等学校

私立
- 広陵高等学校
- AICJ高等学校

### 中学校
公立

| - 広島市立城南中学校 - 広島市立安佐中学校 - 広島市立安西中学校 - 広島市立祇園中学校 - 広島市立祇園東中学校 | - 広島市立戸山中学校 - 広島市立伴中学校 - 広島市立大塚中学校 - 広島市立安佐南中学校 - 広島市立長束中学校 | - 広島市立高取北中学校 - 広島市立城山北中学校 - 広島市立東原中学校 |

私立
- AICJ中学校

### 小学校
公立

| - 広島市立八木小学校 - 広島市立緑井小学校 - 広島市立川内小学校 - 広島市立中筋小学校 - 広島市立古市小学校 - 広島市立大町小学校 - 広島市立毘沙門台小学校 - 広島市立安東小学校 - 広島市立上安小学校 | - 広島市立安小学校 - 広島市立安北小学校 - 広島市立安西小学校 - 広島市立祇園小学校 - 広島市立山本小学校 - 広島市立春日野小学校 - 広島市立長束小学校 - 広島市立原小学校 - 広島市立原南小学校 | - 広島市立戸山小学校 - 広島市立伴小学校 - 広島市立梅林小学校 - 広島市立伴東小学校 - 広島市立長束西小学校 - 広島市立大塚小学校 - 広島市立伴南小学校 - 広島市立東野小学校 |

### 幼稚園
公立

| - 広島市立大町幼稚園（大町西） - 広島市立山本幼稚園（山本） - 広島市立長束幼稚園（長束） - 広島市立北祇園幼稚園（祇園） - 広島市立古市幼稚園（古市） - 広島市立安幼稚園（上安） - 広島市立安東幼稚園（安東） | - 広島市立中筋幼稚園（中筋） - 広島市立安西幼稚園（高取南） - 広島市立川内幼稚園（川内） - 広島市立緑井幼稚園（緑井） - 広島市立八木幼稚園（八木） - 広島市立上緑井幼稚園（緑井） |

私立

| - ひとみ幼稚園（長束） - 清心幼稚園（祇園） - 祇園幼稚園（西原） - 祇園法輪幼稚園（西原） - 光輪幼稚園（東原） - ほうりん東野幼稚園（東野） - ほうりん安幼稚園（相田） - 山口短期大学附属広島幼稚園（上安） | - 安田女子大学附属幼稚園（安東） - サムエル信愛幼稚園（毘沙門台） - 広陵幼稚園（沼田町伴） - ほうりん沼田幼稚園（伴東） - 川内菜の花幼稚園（川内） - サムエル未来幼稚園（沼田町大字大塚字観音） - ほうりんこころ幼稚園（伴南） |

### 保育園
公立

| - 広島市立川内保育園（川内） - 広島市立緑井保育園（緑井） - 広島市立大町保育園（大町東） - 広島市立大町第二保育園（大町西） - 広島市立安東保育園（安東） - 広島市立上安保育園（上安） - 広島市立中筋保育園（中筋） | - 広島市立古市保育園（古市） - 広島市立原保育園（西原） - 広島市立祇園保育園（祇園） - 広島市立長束保育園（長束） - 広島市立山本保育園（山本） - 広島市立沼田保育園（沼田町大字伴） |

私立

| - 佐東ひかり保育園（八木） - 伴保育園（沼田町大字伴） - 慈光保育園（沼田町大字阿戸） - みどり保育園（緑井） - みのり愛児園（川内） - ひまわりやすにし保育園（高取南） - ひまわりやまもと保育園（山本） - 広島サムエル保育園（上安） | - 保育所まこと学園（伴南） - まごころ学園（長束） - りじょう保育園（大町東） - ほうりんフレンズ保育園（東野） - 山本まごころ保育園（山本） - 春日野まごころ保育園（山本新町） - サムエル未来保育園（沼田町大塚観音） - ほうりんこころ保育園（伴南） |

### 公民館
| - 古市公民館（古市） - 古市・大町学区 - 佐東公民館（緑井） - 緑井・川内・梅林・八木学区 - 東野公民館（東野） - 東野・中筋学区 - 安東公民館（安東） - 安東・毘沙門台学区 - 安公民館（上安） - 安・上安・安西・安北学区 | - 祇園公民館（西原） - 原・原南・長束・長束西学区 - 祇園西公民館（長束） - 祇園・山本・春日野学区 - 戸山公民館（沼田町阿戸） - 戸山学区 - 沼田公民館（沼田町伴） - 伴・伴東学区 - 大塚公民館（大塚西） - 大塚・伴南学区 |

## 安佐南区出身の有名人

### 政治・経済
- 石橋林太郎（衆議院議員）
- 大下大蔵（フマキラー創業者） - 祇園出身
- 橋本博明（安芸太田町長、元衆議院議員） - 祇園出身

### 学術
- 富士川游（医学者） - 長楽寺出身
- 福島大順（教育者） - 川内出身
- 桐原葆見（心理学者） - 八木出身

### 文化
- 大歳克衛（洋画家） - 緑井村出身
- 和田竜（作家） - 川内出身
- 今村夏子（作家）
- 西川美和（映画監督）西原出身
- 渡邊崇（作曲家） - 毘沙門台出身

### 芸能
- 宮崎一成（声優）
- 中村吉兵衛（歌舞伎役者） - 高取出身
- 加納竜（俳優） - 安古市出身
- 葡萄亭わいん（落語家） - 沼田出身
- 河野弘樹（俳優）
- 相原勇（タレント） - 山本出身
- 夏川純（タレント） - 大町出身
- 綾瀬はるか（女優） - 川内出身
- 山根良顕（お笑い芸人アンガールズ） - 西原出身
- TEE（歌手） - 祇園出身

### スポーツ
- 柳田悠岐（福岡ソフトバンクホークス） - 伴出身
- 桑原秀範（アマチュア野球選手） - 川内村出身
- 竹内翼（競輪選手）
- 津雲博子（バレーボール選手）
- 猫田勝敏（バレーボール選手） - 古市出身
- 米田一典（バレーボール選手）
- 山本健之（バレーボール選手）
- 実信憲明（サッカー選手）

### その他
- 魚住りえ（フリーアナウンサー・元日本テレビアナウンサー） - 毘沙門台出身
- 杉浦圭子（NHKアナウンサー） - 八木出身
- 高野虎市（喜劇王チャールズ・チャップリンの秘書・マネージャー） - 八木出身
- 佐伯敏子（反核運動家） - 緑井村出身

### ゆかりのある人物
- 河井案里（広島県議会議員、参議院議員、河井克行の妻）
- 河井克行（広島県議会議員、衆議院議員、河井案里の夫）

### 安芸武田氏
安芸武田氏は、承久3年（1221年）の承久の乱の戦功によって安芸国守護に任じられたことから始まる。武田信時が元寇に備えて佐東銀山城（安佐南区祇園町）を築き、南北朝時代に武田信武が足利尊氏に属して戦功を上げ、甲斐国と安芸国の守護に任命され、武田氏信が安芸守護となった。大内氏と対立関係にあり、応仁の乱でも東軍方につき、以降、尼子氏らと組んで大内氏に対抗したが、1541年（天文10年）6月に大内氏の命を受けた毛利元就によって銀山城は落城した。戦国時代末期から安土桃山時代にかけて毛利氏の外交僧として活躍した安国寺恵瓊は武田信重の子にあたり、江戸時代前期、朝廷や徳川将軍家、諸侯の診療にあたった武田道安も、安芸武田氏の流れを汲むとされる。また、子孫には呉武田学園理事長の武田信寛がいる。

### 安芸香川氏
安芸香川氏は、承久3年（1221年）の承久の乱の戦功によって安芸国に地頭職を得て、香川景光が八木城（安佐南区八木）を築いた。安芸武田氏に従ったが、武田氏の滅亡により、毛利氏一門となって香川光景が家臣として活躍。毛利水軍の一角（川内水軍）も担って、多くの戦に参加して功績を上げた。毛利氏の防長移封以後の香川氏は、岩国領吉川氏の家老職を務め、香川正矩は『陰徳記』を記す。その次男の景継は延宝元年（1673年）、宣阿として『陰徳記』の加筆・修正を行い『陰徳太平記』を出版するなど、歌人として京（京都）に在住するようになり、「梅月堂」と称して徳大寺家に仕えた。また、その子孫も代々徳大寺家に仕え、著名な歌人を輩出した。香川正経（正恒）は岩国市に残る「香川家長屋門」を建て、香川景晃は文化3年（1806年）、今津・室の木沖干拓事業を進め、「麻里布開作」と名付けて、岩国を海上交通や物流の拠点とした。また、文人・歌人としての家系である香川氏らしく、国文学者や歌人としても活動。岩国市藤生の「松巌院」には、景晃の書が遺っている。